# Kringloop
Een kringloop of cyclus is een proces waarbij enkele stadia elkaar opvolgen, maar uiteindelijk de uitgangstoestand weer wordt bereikt. Schematisch kan een kringloop daarom worden weergegeven door de stadia in een cirkel te tekenen. 
Het begrip wordt in talloze vakgebieden gebruikt, voorbeelden zijn:
- de toestanden van de viertaktmotor of tweetaktmotor in de techniek (zie ook carnotproces)
- de omloop van geld in de economie: economische kringloop
- bij hergebruik van materialen en goederen via kringloopwinkels, kringloopbedrijven en/of kringloopstations
- de biochemische en ecologische kringloop van stoffen in de ecologie: koolstofkringloop, stikstofkringloop, waterkringloop en zuurstof
- als symbool, de ouroboros